# Vernay (Zwitserland)
Vernay is een voormalige gemeente in het Zwitserse kanton Fribourg die deel uitmaakte van het district Broye. De gemeente werd op 1 januari 2006 gevormd door de fusie van de gemeenten Autavaux, Forel en Montbrelloz. Het bestuurscentrum bevond zich in Forel. Op 1 januari 2017 ging de gemeente op in de op die dag gevormde fusiegemeente Estavayer.
Vernay telde 1.119 inwoners.